# Dietrich Bonhoeffer
Dietrich Bonhoeffer (født 4. februar 1906, død 9. april 1945) var en tysk, luthersk præst, teolog og deltager i den tyske modstandsbevægelse mod nazismen. Han var involveret i konspirationsplaner med medlemmer fra Abwehr (Tysk Militærs Efterretningstjeneste) om at likvidere Adolf Hitler. Han blev arresteret i marts 1943, sat i fængsel og hængt fire uger før 2. verdenskrigs afslutning i Europa.

## Familie og ungdom (1906-1931)
Bonhoeffer blev født i Breslau i Tyskland (det nuværende Wrocław i Polen) ind i en stabil middelklassefamilie. Han og hans tvillingsøster Sabine var nummer seks og syv i flokken. Hans bror Walter blev dræbt under 1. verdenskrig. Hans søster var gift med Hans von Dohnanyi og var mor til dirigenten Christoph von Dohnanyi og til borgmesteren i Hamburg, Klaus von Dohnanyi. Hans far, Karl Bonhoeffer, var en prominent psykiater i Berlin; hans mor, Paula, underviste børnene hjemme. Selv om det var forventet, at han skulle følge i sin faders fodspor og læse medicin, besluttede Dietrich i en tidlig alder, at han ville være præst. Hans forældre støttede ham i hans beslutning. Han studerede teologi i Tübingen og modtog sin doktorgrad i teologi fra Berlin.
Da Dietrich kun var 24 år gammel kunne han ikke få ordination [ifølge kirkeregulativer skal man være fyldt 25]. Det gav ham mulighed for at rejse til Barcelona i 1928 som vikar i den tyske evangeliske kirke. I 1929 blev han assistent ved universitetet i Berlin. Her gjorde han sig bemærket med bogen Akt und Sein. Han tilbragte et år efter sin eksamen med at studere på Union Theological Seminary i New York. Mens han boede i byen besøgte han ofte den Abyssinske Baptist Kirke i Harlem, hvor han lærte den afro-amerikanske (negro spiritual) musikstil at kende. Den tog han med tilbage til Tyskland.

## Hjemkomsten til Tyskland (1931-1939)
Bonhoeffer vendte tilbage til Tyskland i 1931, hvor han underviste i teologi i Berlin og skrev flere bøger. I november 1931 blev han ordineret som præst. I årene efter markerede Bonhoeffer sig som en kraftig kritiker af nationalsocialismen og den voksende magt, partiet fik i samfundet. I april 1933 kom skriftet, Die Kirche vor der Judenfrage, hvori han teologisk gik i rette med det øgede jødehad, som voksede frem rundt om ham. Som en af de allerførste talte han stærkt imod den antisemitisme, som Hitler og hans magtfæller i øget grad gjorde til politisk virkelighed.
Sammen med Martin Niemöller, Karl Barth og andre var han med til at grundlægge Bekendelseskirken som opposition til den naziinspirerede bevægelse Tyske Kristne. På en bekendelsessynode i 1934 formulerede bekendelseskirken Barmenerklæringen, som var et teologisk manifest imod kirkens politisering og nazificering. Mellem 1933 og 1935 tjente han som præst i to tysktalende menigheder i London, St. Paul og Sydenham. Her knyttede han mange kontakter. I 1935 rejste han tilbage til Tyskland for at fortsætte kampen mod nazismen. Han vendte tilbage for at undervise på flere præsteuddannelser for Bekendelseskirkens præster; først i Finkenwalde og siden i von Blumenthal-bygningen i Gross Schlönwitz, som blev lukket da krigen brød ud og i Zingsthof og Sigurdshof.
I denne periode mødte han Eberhard Bethge, hans første præstestudent, som senere skulle skrive Bonhoeffers biografi. De brevvekslede i krigsårene, og mange af brevene er trykt i bogen Widerstand und Ergebung (Modstand og hengivelse), som udkom efter krigen.
Gestapo forbød ham først at prædike; så at undervise; og til sidst enhver form for offentlig tale. Bonhoeffer arbejdede tæt sammen med flere af Adolf Hitlers modstandere.

## 2. verdenskrig (1939-1945)
Gennem 2. verdenskrig spillede Bonhoeffer en central rolle i ledelsen af Bekendelseskirken, som modsatte sig Adolf Hitlers antisemitiske politik. Han var aktiv i den økumeniske bevægelse i ind- og udland i et forsøg på at vække den verdensomspændende kirke til modstand mod krigsforberedelserne, som foregik over hele Europa. Han opfordrede til modstand mod Hitlers behandling af jøderne. Selv om Bekendelseskirken ikke var stor, var den en stor kilde til kristen modstand mod den nazistiske regering.
Den 17. mars 1940 lukkede Gestapo præsteseminaret ved Köslin og Sigurdshof. Bonhoeffer havde gennem sit økumeniske arbejde knyttet kontakter til høje allierede og tyske officerer som Wilhelm Canaris, Hans Oster, Karl Sack og Ludwig Beck), som ønskede at vælte det nazistiske regime. Der blev planlagt et attentat mod Hitler; Bonhoeffer var kun involveret i planlægningen som mellemmand. Det ændrede sig efter jødeforfølgelserne øgedes i omfang, grusomhed og blev sat i system. Hjemme hos sine forældrene mødtes han med flere højtstående i Abwehr, den tyske militære efterretningstjeneste, og Wehrmacht (hæren). De diskuterede, hvordan de kunne myrde Hitler ved et attentat. Efter en ny gennemtænking af sit tidligere pacifistiske standpunkt kom Bonhoeffer med i planlægningen.
17. januar 1943 blev Bonhoeffer forlovet med Maria von Wedemeyer (1924—1977), en efterkommer af den preussiske digter Heinrich von Kleist. Den 5. april blev Bonhoeffer arresteret og sad fængslet i Berlin i halvandet år på grund af "nedbrydende virksomhed imod Wehrmacht". Det skyldtes ikke planlægningen af attentatet, men langt mindre alvorlige modstandshandlinger. Han blev sigtet for sammensværgelse mod staten, fordi penge til at hjælpe jøder til at flygte til Schweiz, blev sporet tilbage til ham. Den 20. juli 1944 blev der udført et mislykket mordattentat mod Hitler (20. juli-attentatet), men det var gennemført af en anden gruppe end Bonhoeffers.
Efter komplottet blev Bonhoeffers forbindelser til gruppen opdaget. Den 5. oktober forsøgte han at flygte fra fængslet, men det mislykkedes. Han blev overført til Gestapo tre dage senere og sat i deres fængsel i Prinz-Albrecht-Straße. Den 7. februar 1945 blev Bonhoeffer overført til det strengt bevogtede KZ Buchenwald. Han var nu mistænkt for at have deltaget i attentatet den 20. juli. Den 8. april blev han og andre mistænkte overført til KZ Flossenbürg, og en hurtig sammensat jury dømte dem samme dag til døden for attentatforsøget. Her blev han henrettet ved hængning ved daggry den 9. april 1945 tre uger før byens befrielse. Samme morgen hængtes også Wilhelm Canaris, Hans Oster, Gehre og Strünck. Af SS-soldater blev de fem mænd ydmyget, klædt af og tvunget til at gå nøgne fra deres celler til henrettelsesrummet i fængslet. Hans svoger Hans von Dohnanyi blev hængt samme dag i koncentrationslejren Sachsenhausen. Hans anden svoger Rüdiger Schleicher og hans bror Klaus blev hentet i fængslet og skudt på åben gade i Berlin.

## Bonhoeffers betydning
Dietrich Bonhoeffer er betegnet martyr for sin tro; i midten af 1990'erne løste den tyske regering ham fra enhver "forbrydelse" han kunne have begået efter den national-socialistiske positiv lovgivning. Den episkopale kirke og den evangelisk-lutherske kirke i Amerika mindes ham den 9. april, den dag han blev hængt i 1945.
En ofte citeret linje fra en af hans mere kendte bøger, Efterfølgelse (1937), varslede hans kommende død. "Når Kristus kalder en mand, byder han ham at komme og dø." Etik (1949) og Breve og papirer fra Fængslet (1953) udkom posthumt.
De teologiske og politiske grunde til hans kontroversielle skift fra kristen pacifisme, som han gjorde sig til talsmand for i 1930'erne, til deltagelse i planlægningen af mordet på Adolf Hitler er meget diskuteret.

### På dansk
- Min tid er i dine hænder – Vennebreve og teologiske refleksioner 1943-44: Aros, 2006.
- Modstand og Hengivelse: 1958.
- Efterfølgelse: Credo, 2006
- Fællesskab